# Petersen Bank
Die Petersen Bank (englisch) ist eine submarine Bank in der Mawsonsee vor der Küste des ostantarktischen Wilkeslands. Sie erstreckt sich unmittelbar westlich der Balaena-Inseln in nordnordwestlicher Richtung.
Die Schiffe der US-amerikanischen Operation Windmill (1947–1948) nahmen Tiefenlotungen eines Teils der Bank vor. Detaillierter erfolgte dies zwischen 1956 und 1957 durch Wissenschaftler der Australian National Antarctic Research Expeditions. Namensgeber der Bank ist der dänische Kapitän Hans Christian Petersen, Schiffsführer der Kista Dan bei Tiefenlotungen im Januar 1956.